# Leptopsammia pruvoti
Leptopsammia pruvoti är en korallart som beskrevs av Lacaze-Duthiers 1897. Leptopsammia pruvoti ingår i släktet Leptopsammia och familjen Dendrophylliidae. Inga underarter finns listade i Catalogue of Life.

## Bildgalleri

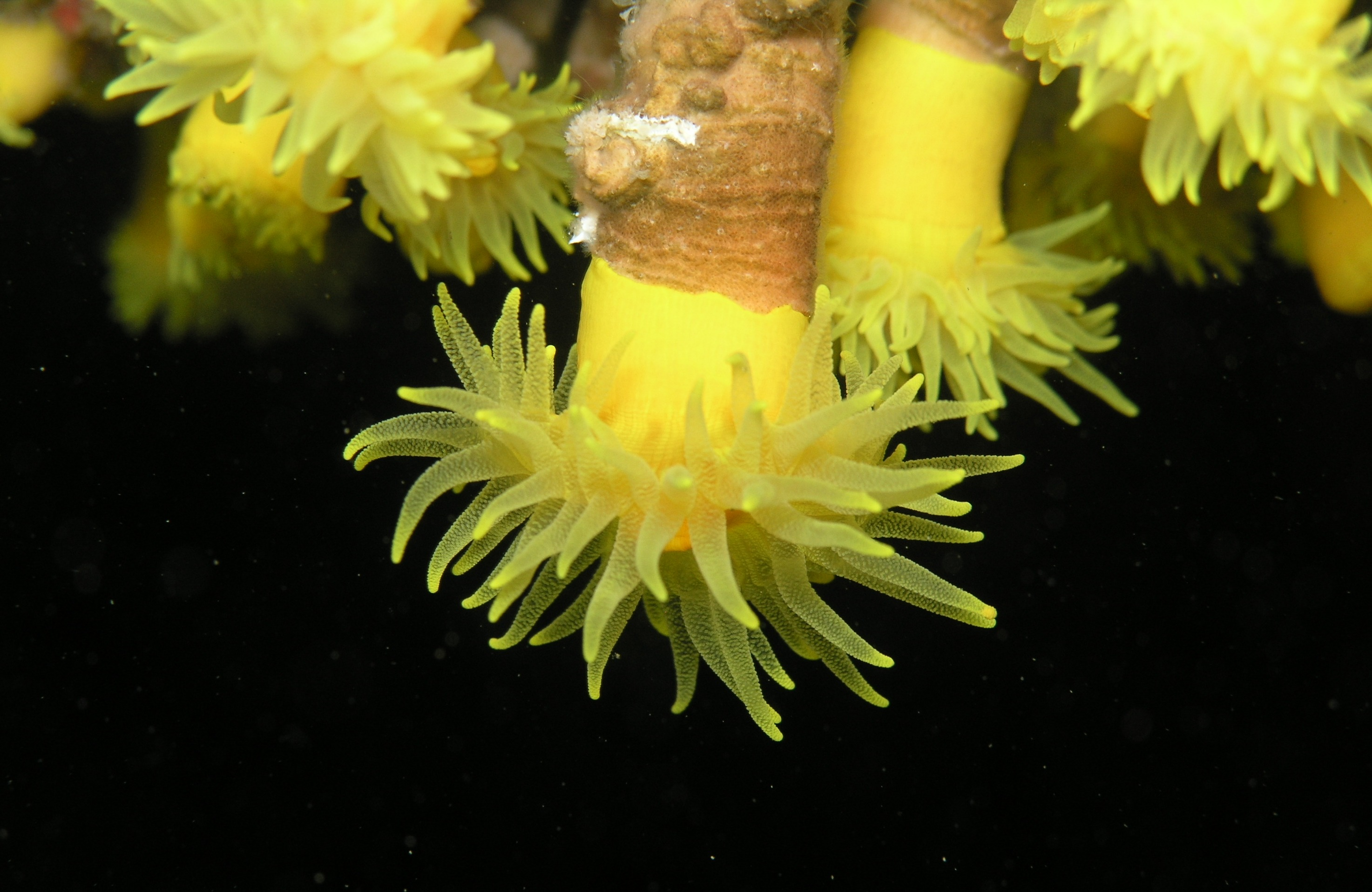
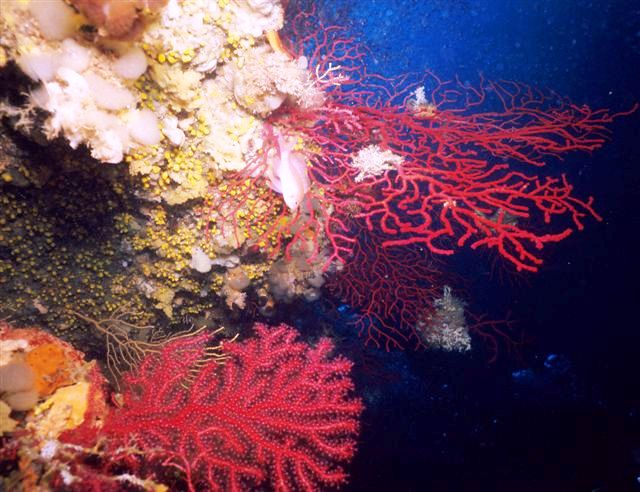
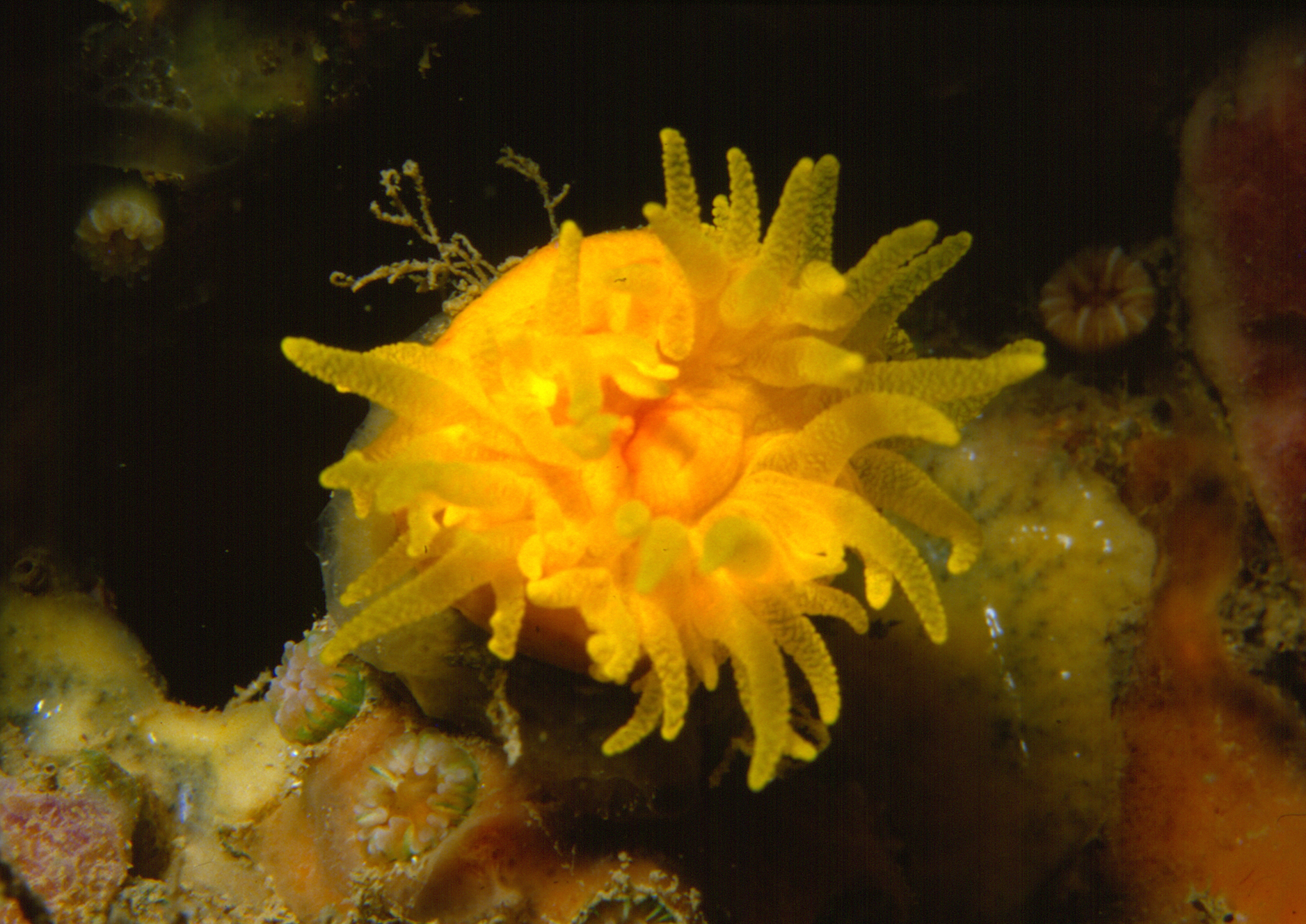
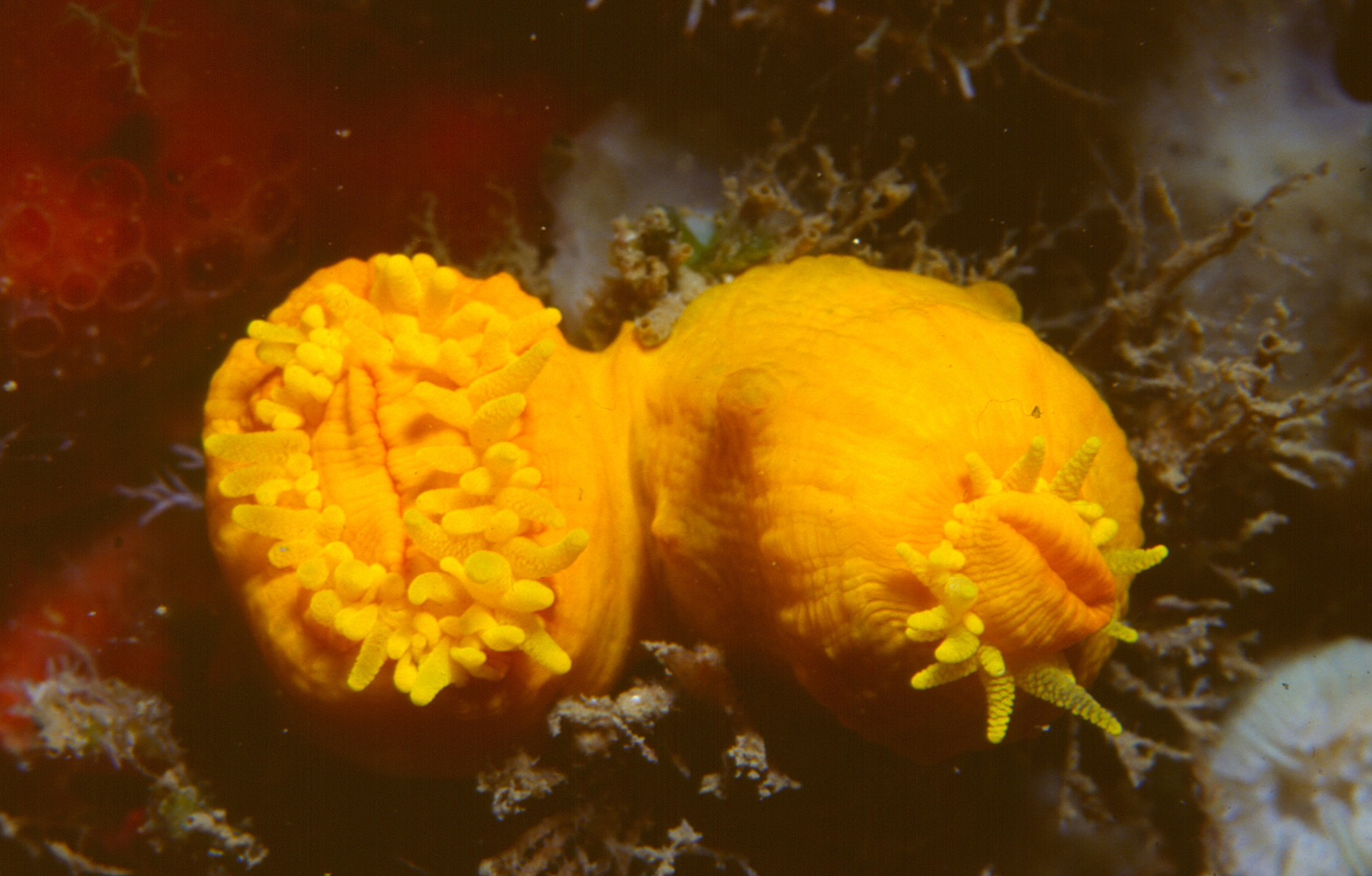
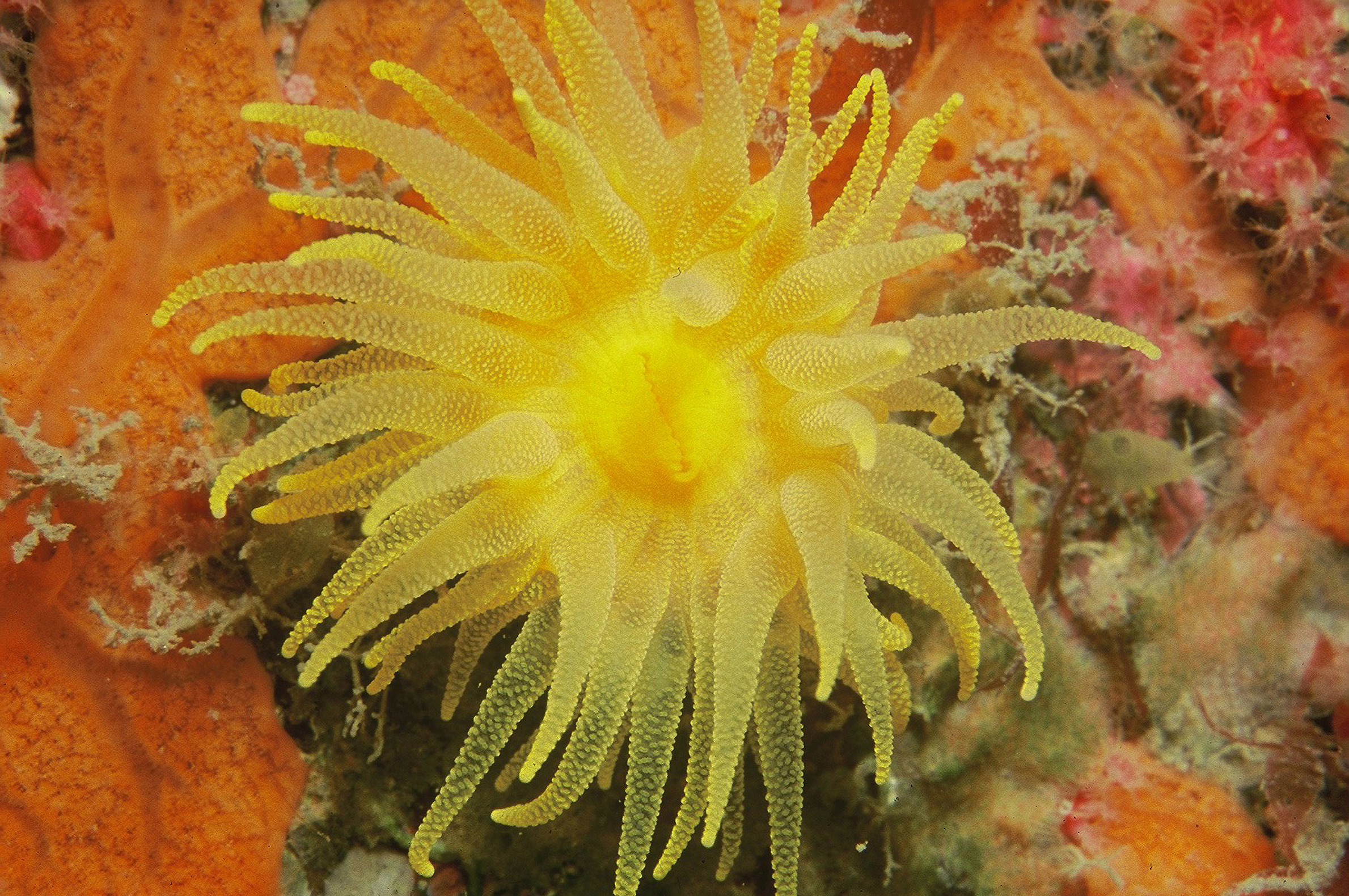
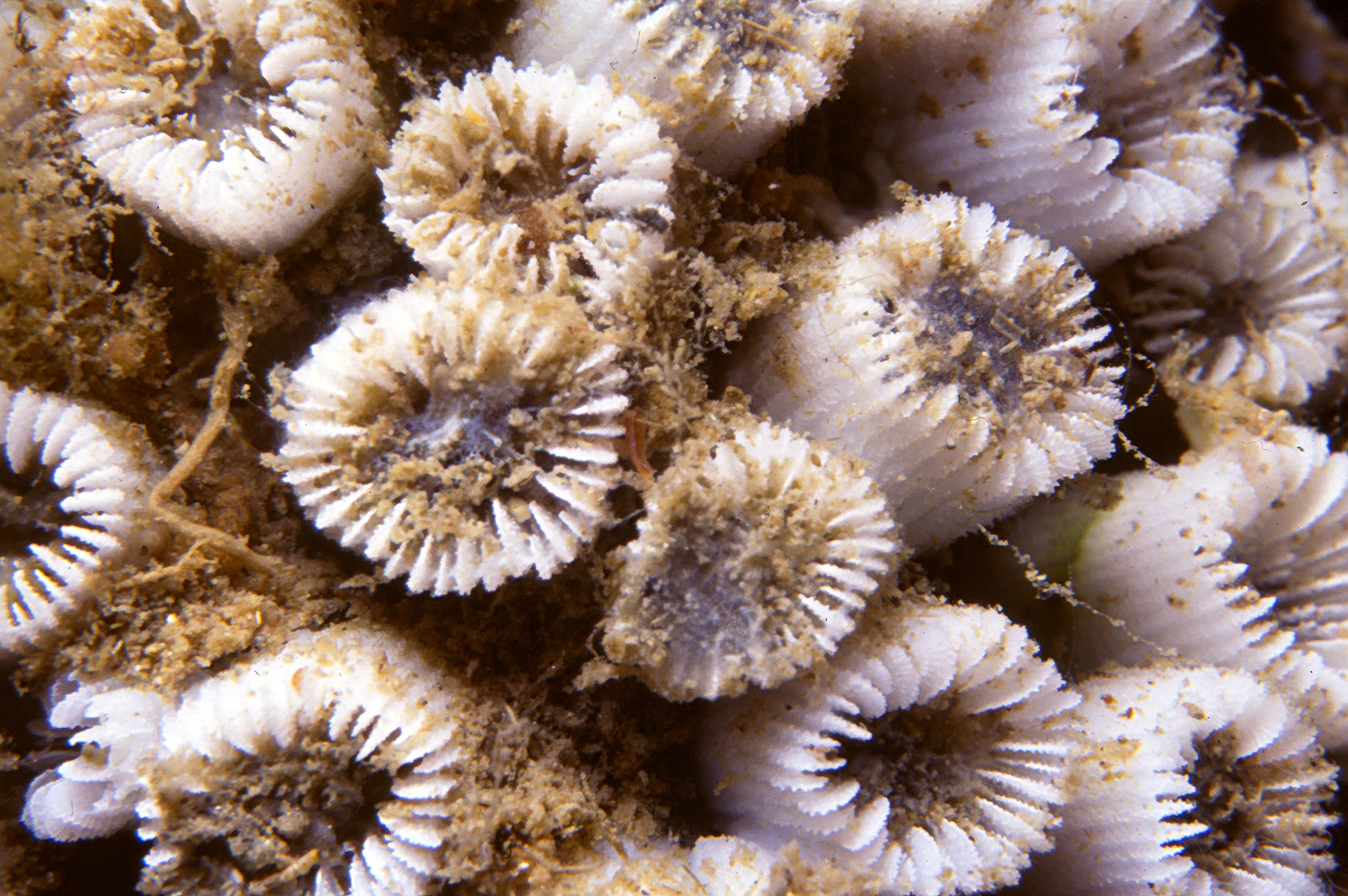
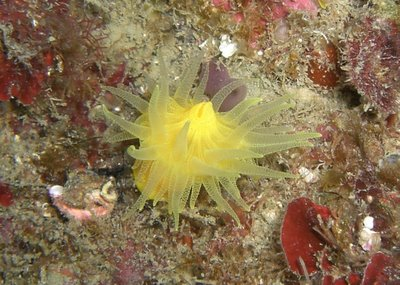